# 湘南丸 (5代)
湘南丸（しょうなんまる）は、神奈川県立海洋科学高等学校の漁業実習船である。本項では2018年2月竣工の5代目を扱う。

## 略歴
- 1999年2月 4代目が竣工、新潟鉄工所[3][4] 646トン[1]
- 2017年7月18日5代目となる代替船の進水式、新潟造船本社新潟工場にて[1]
- 2018年2月末、5代目竣工[1]

## 特徴
- 船の運航やマグロ延縄漁業の実習を実施する[1]
- 先代の4代目は、女子生徒が乗船する為に男女で区画を分ける目的と、汚水処理やし尿処理など環境に配慮した設備が必要となった為に600トンを超えていた[5]が、さらに約50トンほど大きくなった[1]。長さ、幅、深さは先代の4代目とほぼ同等[1]。
- 先代の4代目では装備して無かった、Nox三次規制に対応した環境設備を有する[1]。

## エピソード
- 揮毫は黒岩祐治神奈川県知事[1]。
- ヨコヅナイワシを2016年2月と11月に発見する